# 小野田和子
小野田 和子（おのだ かずこ、1951年 - ）は日本の翻訳家。青山学院大学文学部英米文学科卒業。

## 訳書
- 『タキオン網突破!』（クリストファー・パイク、東京創元社、創元推理文庫） 1988
- 『創世伝説』上・下（ドナルド・モフィット、早川書房、ハヤカワ文庫SF） 1990
- 『第二創世記』上・下（ドナルド・モフィット、早川書房、ハヤカワ文庫SF） 1991
- 『ウィザード』上・下（ジョン・ヴァーリイ、東京創元社、創元SF文庫） 1994
- 『闇に抱かれた子供たち』（ジョン・ソール、扶桑社、扶桑社ミステリー） 1994
- 『イルカの島』（アーサー・C・クラーク、東京創元社、創元SF文庫） 1994
- 『時間的無限大』（スティーヴン・バクスター、早川書房、ハヤカワ文庫SF） 1995
- 『軌道通信』（ジョン・バーンズ、早川書房、ハヤカワ文庫SF） 1996
- 『火星転移』上・下（グレッグ・ベア、早川書房、ハヤカワ文庫SF） 1997
- 『夜来たる : 長編版』（アイザック・アシモフ,ロバート・シルヴァーバーグ、東京創元社、創元SF文庫） 1998
- 『悪友クラブの殺人』（J・G・サンドム、扶桑社、扶桑社ミステリー） 1998
- 『凍月』（グレッグ・ベア、早川書房、ハヤカワ文庫SF） 1998
- 『マッサージ台のセイウチ : グリエルモ先生の動物揉みほぐし診療記』（アンソニー・グリエルモ, ケアリー・リン、早川書房） 2001
- 『ネイティヴ・アメリカン : 写真で綴る北アメリカ先住民史』（アーリーン・ハーシュフェルダー、猿谷要日本語版監修、赤尾秀子共訳、BL出版） 2002
- 『太陽の闘士』上・下（ショーン・ウィリアムズ（英語版）,シェイン・ディックス、早川書房、ハヤカワ文庫SF、銀河戦記エヴァージェンス1） 2002
- 『真空ダイヤグラム』（スティーヴン・バクスター、共訳、早川書房、ハヤカワ文庫SF、ジーリー・クロニクル2） 2003
- 『星の破壊者』上・下（ショーン・ウィリアムズ, シェイン・ディックス、早川書房、ハヤカワ文庫SF、銀河戦記エヴァージェンス2） 2003
- 『銀河の覇者』上・下（ショーン・ウィリアムズ, シェイン・ディックス、早川書房、ハヤカワ文庫SF、銀河戦記エヴァージェンス3） 2005
- 『ベータ2のバラッド』（サミュエル・R・ディレイニー他、若島正編訳、浅倉久志,板倉厳一郎,伊藤典夫共訳、国書刊行会、未来の文学） 2006
- 『火星縦断』（ジェフリー・A・ランディス、早川書房、ハヤカワ文庫SF） 2006
- 『ライト』（M・ジョン・ハリスン、国書刊行会） 2008
- 『90億の神の御名』（アーサー・C・クラーク、中村融編、浅倉久志他共訳、早川書房、ハヤカワ文庫SF、ザ・ベスト・オブ・アーサー・C・クラーク2） 2009
- 『レオナルド・ダ・ヴィンチ : 時代を超えた天才』（ジョン・フィリップス、大岡亜紀共訳、BL出版、ビジュアル版伝記シリーズ） 2009
- 『アードマン連結体』（ナンシー・クレス、田中一江他共訳、早川書房、ハヤカワ文庫SF） 2010
- 『創世の島』（バーナード・ベケット、早川書房） 2010
- 『スティーヴ・フィーヴァー : ポストヒューマンSF傑作選 : SFマガジン創刊50周年記念アンソロジー』（山岸真編、共訳、早川書房、ハヤカワ文庫SF） 2010
- 『最終定理』（アーサー・C・クラーク, フレデリック・ポール、早川書房、海外SFノヴェルズ） 2010、のち文庫
- 『シリンダー世界111』（アダム=トロイ・カストロ、早川書房、ハヤカワ文庫SF） 2011
- 『エラスムスの迷宮』（C・L・アンダースン、早川書房、ハヤカワ文庫SF） 2012
- 『古代インド : 死者の丘とハラッパーから仏教とヒンドゥーの聖地へ』（アニタ・ダラル、モニカ・L・スミス監修、BL出版、ナショナルジオグラフィック、考古学の探検） 2014
- 『ドリフトグラス』（サミュエル・R・ディレイニー、浅倉久志,伊藤典夫,酒井昭伸,深町眞理子共訳、国書刊行会、未来の文学） 2014
- 『火星の人』（アンディ・ウィアー、早川書房、ハヤカワ文庫SF） 2014
- 『鷲の巣』（アンナ・カヴァン、文遊社） 2015
- 『あまたの星、宝冠のごとく』（ジェイムズ・ティプトリー・ジュニア、伊藤典夫共訳、早川書房、ハヤカワ文庫SF） 2016
- 『迷宮の天使』上・下（ダリル・グレゴリイ、東京創元社、創元SF文庫） 2017
- 『誰がスティーヴィ・クライを造ったのか?』（マイクル・ビショップ、横山茂雄+若島正監修、国書刊行会） 2017
- 『アルテミス』上・下（アンディ・ウィアー、早川書房、ハヤカワ文庫SF） 2018
- 『2001:キューブリック、クラーク』（マイケル・ベンソン、添野知生監修、中村融,内田昌之共訳、早川書房） 2019
- 『第五の季節〈破壊された地球〉三部作』N・K・ジェミシン 創元SF文庫 2020
- 『プロジェクト・ヘイル・メアリー』上・下（アンディ・ウィアー、早川書房） 2021
- 『オベリスクの門〈破壊された地球〉三部作』N・K・ジェミシン 創元SF文庫 2021
- 『輝石の空〈破壊された地球〉三部作』N・K・ジェミシン(著) 創元SF文庫 2023